# NGC 569
NGC 569 (другие обозначения — UGC 1063, IRAS01264+1052, MCG 2-4-53, ZWG 436.63, MK 997, KCPG 34A, PGC 5548) — спиральная галактика в созвездии Рыбы. Открыта Альбертом Мартом в 1864 году, описывается Дрейером как «очень тусклый, очень маленький объект круглой формы».
В галактике наблюдается повышенное ультрафиолетовое излучение, и потому её относят к галактикам Маркаряна.
Этот объект входит в число перечисленных в оригинальной редакции «Нового общего каталога».
Возможно, является компаньоном галактики PGC 5555.